# Mansi
Mansi (mansijsko Мāньси/Мāньси мāхум, Māńsi/Māńsi māhum) so avtohtono ugrsko ljudstvo, ki živi v Avtonomnem okrožju Hanti-Mansi v Tjumenski oblasti v zahodi Sibiriji. V njihovem okrožju imata hantski in mansijski jezik souradni status z ruščino. Jezik Mansijev je eden od domnevno ugrskih jezikov uralske družine jezikov. Mansi so bili v preteklosti znani kot Voguli.
Manse in Hante politično zastopa Združenje za rešitev Jugre, organizacija, ustanovljena v času perestrojke v poznih 80. letih 2. stoletja. Njihova organizacija je bila med prvimi regionalnimi avtohtonimi združenji v Rusiji.

## Demografija
|                                 | Skupaj | Moški | Ženske |
| ------------------------------- | ------ | ----- | ------ |
| Skupaj                          | 11.432 | 5.167 | 6.265  |
| Tjumenska oblast                | 10.561 | 4.786 | 5.775  |
| * Avtonomno okrožje Hanti-Mansi | 9.894  | 4.510 | 5.384  |
| Sverdlovska oblast              | 259    | 130   | 129    |
| Republika Komi                  | 11     | 8     | 3      |

Po popisu prebivalstva leta 2010 je v Rusiji živelo 12.269 Mansijev. 

## Zgodovina
Predniki Mansov so bili prvotno naseljeni na ozemlju zahodno od Urala. Njihove predmete so izkopali v bližini Perma.
V 1. tisočletju pr. n. št. so migrirali v zahodno Sibirijo in se pomešali med domorodne prebivalce. Po mnenju drugih so izvirali iz južnih uralskih step in se na sedanjo lolacijo preselili okoli leta 500 n. št.
Mansi so bili v stiku z rusko državo vsaj od 16. stoletja, ko je zahodno Sibirijo za Rusko carstvo osvojil  Jermak Timofejevič. Mansi so bili bolj izpostavljeni ruskemu in kasneje sovjetskemu pritisku in so se zato na splošno bolj asimilirali kot njihovi severni sosedje Hanti

## Kultura
Mansi so bili napol nomadski lovci in ribiči. Nekateri so gojili tudi severne jelene. Nekaj Mansijev se je ukvarjalo s poljedelstvom, predvsem s pridelovanjem ječmena, ter redilo govedo in konje.
Pozimi so živeli v stalnih vaseh v bivališčih, narejenih iz zemlje in vej Spomladi so se preselili proti loviščem in rekam, kjer so zgradili začasna bivališča pravokotne oblike iz palic in brezovega lubja.
Orožje, ki so ga uporabljali, je bilo za to obdobje napredno in je vključevalo dolge loke, puščice, sulice ter železne čelade in verižne oklepe.

## Pomembni Mansi
Matrena Vagruševa (1918–2000), jezikoslovka, filologinja in pisateljica, soavtorica prvega mansijsko-ruskega slovarja

Juvan Šestalov (1937–2011), pisatelj

Ruslan Provodnikov (roj. 1984), boksar (Mansi po materi) 

Sergej Ustjugov (roj. 1992), tekač na smučeh (Mansi po očetu)